# Хаттон, Уолтер
Уо́лтер Ха́ттон (англ. Walter Hatton; 1865 — 1939) — британский виолончелист, музыкальный педагог.
Представитель разветвлённого ливерпульского музыкального семейства, наиболее известной фигурой которого был композитор Джон Липтрот Хаттон; шесть братьев Хаттона были профессиональными музыкантами — скрипачи Джон и Альфред, виолончелист Эдуард, флейтисты Альберт и Фред и кларнетист Перси.
Учился у Франка Уэстона и Теодора Лоусона. На рубеже XIX—XX веков играл в струнном квартете Эрнста Шивера — одном из важнейших коллективов Северной Англии. Затем в 1915—1925 гг. виолончелист струнного квартета под руководством Адольфа Бродского. С 1895 г. играл в Оркестре Халле, многолетний концертмейстер виолончелей, покинул коллектив в 1919 году. С 1914 года и до конца жизни преподавал в Манчестерском королевском колледже музыки; среди его учеников, в частности, Джеймс Уайтхед (1912—1979).